# Louis Grech

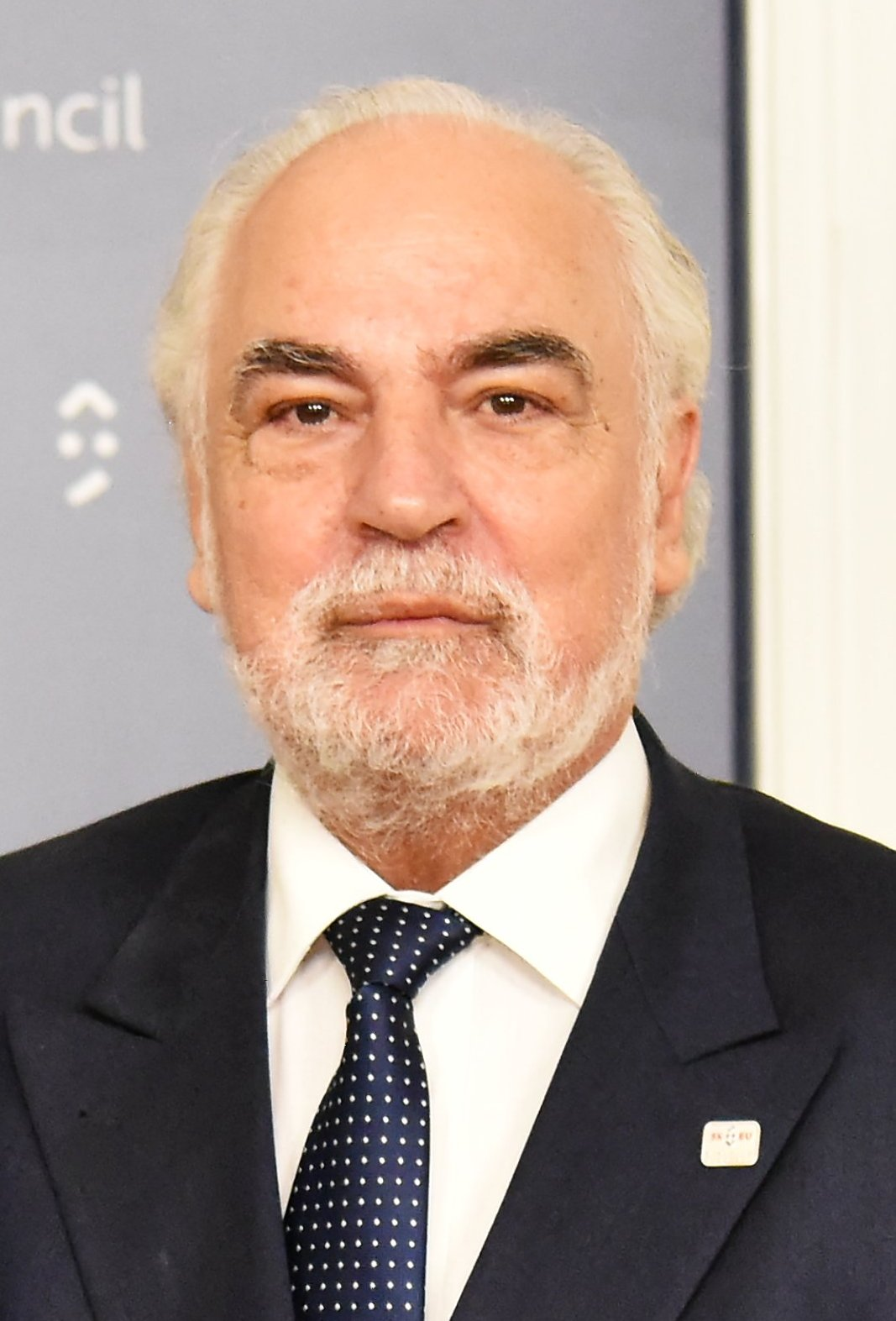
Louis Grech (2016)

Louis Grech (* 22. März 1947 in Ħamrun) ist ein maltesischer Politiker der sozialdemokratischen Partit Laburista (PL). Er war von 2004 bis 2013 Mitglied des Europäischen Parlaments und von 13. März 2013 bis Juni 2017 Europaminister sowie stellvertretender Premierminister im Kabinett Muscat I und Muscat II.

## Leben
Zuvor war er nach einem Studium der Wirtschaftswissenschaften an der Universität Malta unter anderem Vorstandsvorsitzender der maltesischen Fluggesellschaft Air Malta, Direktor der Bank of Valletta und der maltesischen Zentralbank sowie Präsident des Tourismusunternehmens Holiday Malta.
Als Malta nach seinem EU-Beitritt 2004 erstmals an der Europawahl teilnahm, wurde Grech ins Europäische Parlament gewählt. Hier gehört er der Fraktion der Sozialdemokratischen Partei Europas an und ist seit der Europawahl 2009 stellvertretender Vorsitzender im Ausschuss für Binnenmarkt und Verbraucherschutz.
Grech ist Mitglied in der Delegation für die Beziehungen zu Australien und Neuseeland sowie Stellvertreter im Haushaltsausschuss sowie in den Delegationen: Delegation für die Beziehungen zu Albanien, Bosnien und Herzegowina, Serbien, Montenegro sowie Kosovo; Delegation in der Parlamentarischen Versammlung der Union für den Mittelmeerraum und der Delegation in der Parlamentarischen Versammlung EURO-NEST.
Im Kabinett Muscat III folgte ihm im Juni 2017 Helena Dalli als Ministerin für Angelegenheiten der Europäischen Union nach.